# جامعة جريجوري ت. بوبا للطب والصيدلة
جامعة جريجوري ت. بوبا للطب والصيدلة تأسست عام 1879م، تعتبر من أقدم الجامعات للدراسات العليا في رومانيا والتي تقع في مدينة ياش في شمال شرق البلاد. يبلغ عدد طلبها حوالي 8190 طالب.

## الكليات
- كُلية الطب العام.
- كُلية طب الأسنان.
- كُلية الصيدلة.

إضافة إلى التمريض، والمدة الزمنية للدراسات العليا هي 3-4 سنوات حسب نوع التخصص، ومدة دراسة طب عام وطب أسنان هي 6 سنوات.

## وصلات خارجية
- الموقع الرسمي